# Manifest (Album)
Manifest ist das 17. Soloalbum des deutschen Rappers King Orgasmus One. Es erschien am 5. März 2021 über das Label I Luv Money Records und wird von Soulfood vertrieben. Das Album wurde als Standard-Edition und Boxset, inklusive Greatest Hits und Romeike EP veröffentlicht. Mit Manifest erreichte der Rapper erstmals die Spitze der deutschen Charts.

## Produktion
Sechs Lieder des Albums wurden von King Orgasmus One selbst produziert. Die anderen Produktionen stammen von den Musikproduzenten Freshmaker, Contrabeatz, Lea Canere, Shad Velez, MP Beatz, SMP Beatz, KD Beatz, Niza, Trupahsio und Boris Dulabic.

## Covergestaltung
Das Albumcover zeigt King Orgasmus One, der eine Sonnenbrille trägt und über diese hinweg den Betrachter ernst anblickt. Rundherum befinden sich japanische Schriftzeichen in Grün, Schwarz und Weiß. Links unten stehen die weißen Schriftzüge King Orgasmus One und Manifest sowie ILM Records in Schwarz. Der Hintergrund ist schwarz gehalten.

## Gastbeiträge
Auf lediglich zwei Liedern des Albums treten neben King Orgasmus One weitere Künstler in Erscheinung. So ist der Rapper Mehmet Meth am Song Bogota Flow beteiligt, während die Sängerin J.A.N.A auf Labyrinth zu hören ist.
Die Greatest Hits CD und Romeike-EP des Boxsets enthalten weitaus mehr Gastauftritte, darunter von Bass Sultan Hengzt, Jack Orsen, Mach One, Silla, Marteria, Sera Finale, Serk, Karate Andi, She-Raw und Finch Asozial.

## Titelliste
| #  | Titel              | Gastmusiker | Produzent                          | Länge |
| -- | ------------------ | ----------- | ---------------------------------- | ----- |
| 1  | Intro              |             | King Orgasmus One                  | 1:18  |
| 2  | Heckmack           |             | Contrabeatz                        | 2:23  |
| 3  | Manifest           |             | Freshmaker, Lea Canere, Shad Velez | 3:33  |
| 4  | Bogota Flow        | Mehmet Meth | King Orgasmus One                  | 3:03  |
| 5  | Jean Baptiste      |             | Freshmaker                         | 2:55  |
| 6  | Blacklist          |             | Freshmaker, MP Beatz, SMP Beatz    | 2:47  |
| 7  | Leben am Limit     |             | KD Beatz, Niza                     | 3:32  |
| 8  | Vulkan             |             | KD Beatz, Niza, Trupahsio          | 2:32  |
| 9  | Fuq with Me        |             | King Orgasmus One                  | 2:27  |
| 10 | Nightmare          |             | King Orgasmus One                  | 2:37  |
| 11 | Labyrinth          | J.A.N.A     | Freshmaker, Boris Dulabic          | 2:28  |
| 12 | Bomberjacken Trend |             | King Orgasmus One                  | 2:31  |
| 13 | Outro              |             | King Orgasmus One                  | 2:20  |

Greatest Hits CD des Boxsets
| #  | Titel                        | Gastmusiker          | Produzent         | Länge |
| -- | ---------------------------- | -------------------- | ----------------- | ----- |
| 1  | Ich singe gerne über Sex     | Bass Sultan Hengzt   | Djorkaeff         | 3:15  |
| 2  | Neues aus dem Bunker         | Jack Orsen, Mach One | Mach One          | 2:52  |
| 3  | Lost in a World              |                      | Produes           | 3:34  |
| 4  | Taschen voll mit Geld        | Silla                | Brisk Fingaz      | 2:56  |
| 5  | Ich liebe alle Frauen        |                      | Djorkaeff         | 2:58  |
| 6  | Mafia                        | Don Sarracino        | Djorkaeff         | 3:20  |
| 7  | Mfg                          | Marteria             | Jan Pietryga      | 3:41  |
| 8  | Du vertraust mir nicht       |                      | King Orgasmus One | 2:55  |
| 9  | Wir haben noch so viel vor   | Silla, Sera Finale   | Djorkaeff         | 3:21  |
| 10 | Time to Go                   | Steff                | King Orgasmus One | 3:48  |
| 11 | Einzelkampf                  | Bass Sultan Hengzt   | Jan Pietryga      | 3:10  |
| 12 | Smoke Weed                   | Serk                 | Serk              | 4:27  |
| 13 | Die Welt dreht sich um uns   |                      | Djorkaeff         | 3:13  |
| 14 | Alles das was ihr nicht habt | Silla                | DJ Versatile      | 3:18  |
| 15 | Fuck Love                    |                      | Bjet Beats        | 2:50  |
| 16 | Perfect Day                  | J.A.N.A              | King Orgasmus One | 2:59  |

Romeike-EP des Boxsets
| # | Titel                          | Gastmusiker                        | Produzent      | Länge |
| - | ------------------------------ | ---------------------------------- | -------------- | ----- |
| 1 | Enkeltrick                     | Dadash 069                         | Perino, Emde51 | 2:32  |
| 2 | Broke                          |                                    | Contrabeatz    | 2:48  |
| 3 | Kings am Mic                   | Karate Andi                        | Jason Wallez   | 2:55  |
| 4 | Keep It Real                   | She-Raw, Bass Sultan Hengzt, Silla | Contrabeatz    | 3:41  |
| 5 | Ich bin immer noch der Gleiche |                                    | Contrabeatz    | 2:40  |
| 6 | Bitch Squirt                   | Skinny Finsta                      | Andrew Extendo | 2:35  |
| 7 | Emma                           | Finch Asozial, Jason Wallez        | Jason Wallez   | 2:47  |

## Chartplatzierungen und Singles
Manifest stieg am 12. März 2021 auf Platz eins in die deutschen Albumcharts ein und belegte in der folgenden Woche Rang 16, bevor es die Top 100 verließ. Damit ist es King Orgasmus Ones erstes Nummer-eins-Album in Deutschland. In Österreich erreichte das Album Position elf und in der Schweiz Platz 56. Darüber hinaus platzierte sich das Album in Deutschland ebenfalls an der Chartspitze der Hip-Hop-Charts sowie an der Chartspitze der deutschsprachigen Albumcharts. Wie auch in den Albumcharts, ist es in beiden Chartlisten sein erster Nummer-eins-Erfolg.
| ChartsChartplatzierungen | Höchstplatzierung | Wochen |
| ------------------------ | ----------------- | ------ |
| Deutschland (GfK)        | 1 (2 Wo.)         | 2      |
| Österreich (Ö3)          | 11 (1 Wo.)        | 1      |
| Schweiz (IFPI)           | 56 (1 Wo.)        | 1      |

Bereits am 6. Dezember 2019 wurde der Song Jean Baptiste als erste Single veröffentlicht. Am 24. Januar 2020 erschien der Titeltrack Manifest als zweite Auskopplung, bevor am 20. März 2020 mit Bomberjacken Trend die dritte Single folgte. Am 5. Februar 2021 wurde zudem der Song Labyrinth veröffentlicht. Zu allen Singles wurden auch Musikvideos gedreht.
Außerdem erschienen Videos zu den Liedern Emma und Ich bin immer noch der Gleiche, die auf der Romeike-EP des Boxsets enthalten sind.

## Rezeption
| Professionelle Bewertungen | Professionelle Bewertungen |
| -------------------------- | -------------------------- |
| Kritiken                   |                            |
| Quelle                     | Bewertung                  |
| laut.de                    | [ 7 ]                      |

Dominik Lippe von laut.de bewertete Manifest mit zwei von möglichen fünf Punkten. Dem Album fehle im Vergleich zu früheren Veröffentlichungen des Rappers „der überlebenswichtige Humor.“ So sei King Orgasmus One „derart festgefahren, dass es fast unfreiwillig komisch wirkt,“ wobei er sich „beharrlich gegen jeden gesellschaftlichen Fortschritt“ stemme.